# Диалект Раума
Диалект Раума, также язык Раума (фин. Rauman murre, самоназвание — rauman giäl) — диалект финского языка, на котором говорят в городе Раума, расположенном на западе Финляндии. Типичными чертами диалекта Раума являются сокращения слов, своеобразная интонация и большое количество слов, заимствованных из германских языков. некоторые говорят, что это язык, а не диалект финского языка
Статус портового города сыграл значительную роль в формировании языка Раума. Моряки говорили на шведском и английском языках, отдельные черты которых
можно проследить в диалекте. В языке Раума также можно найти отдельные заимствования из эстонского, русского и французского языков.

## Писатели на диалекте Раума
- Нортамо
- Лааксонен, Хели